# ژیولیه واگنر
ژیولیه واگنر (انگلیسی: Juwelier Wagner) شرکت کالای لوکس اتریشی است، که در سال ۱۹۱۷ تأسیس شد.